# Phyllophaga piligera
Phyllophaga piligera är en skalbaggsart som beskrevs av Moser 1918. Phyllophaga piligera ingår i släktet Phyllophaga och familjen Melolonthidae. Inga underarter finns listade i Catalogue of Life.